# 陳禅
陳 禅（ちん ぜん、生年不詳 - 126年）は、後漢の官僚。字は紀山。本貫は巴郡安漢県。

## 略歴
郡に仕官して功曹となり、善人を推挙して悪人をしりぞけたため、郡内で恐れられた。孝廉に察挙されて、州に治中従事として召し出された。ときに刺史が収賄で逮捕され、陳禅も捕らえられて糾問されたが、かれは財産らしいものがなく、葬儀の道具を持っていただけであった。拷問を加えられたものの、その態度は落ち着いていて、供述に変化がなかったため、とうとう釈放された。車騎将軍の鄧騭が陳禅の名声を聞いて召し出し、茂才に推挙した。漢中郡の少数民族たちが反乱を起こすと、陳禅は漢中太守に任じられた。少数民族たちは陳禅の名声を聞き知っていたことから、まもなく降服した。陳禅は左馮翊に転じ、入朝して諫議大夫に任じられた。
120年（永寧元年）、西南夷の撣国王が楽士と奇術師を安帝に献上した。奇術師は火を吐くことができ、自らの身体をばらばらにして、牛や馬の頭とつけかえることができた。翌年の元旦の朝会で、安帝は群臣とともに奇術を鑑賞した。陳禅はひとり離席して挙手し、「むかし斉の景公と魯の定公が夾谷の会をおこなったとき、斉の景公が侏儒（こびと）に音楽を奏させると、孔子は侏儒たちを処刑させました。さらに孔子は『鄭の音楽をやめさせ、佞人を遠ざけよ』といいました。帝王の宮廷には、夷狄の技芸の場を設けるべきではありません」と大言した。尚書の陳忠は「古代には朝堂で合歓の楽舞をおこない、四夷の音楽が宮門で披露されていました。このため『詩経』に『以雅以南、韎任朱離』（中国の音楽を演奏し、南方の音楽を演奏すると、東方・南方・西方が同じくする）というのです。いま撣国が流砂を越え、県度を越え、万里を越えて貢献してきたものは、鄭や衛の音楽ではありません。佞人にたとえるのは、陳禅が朝政を誹謗するものです。陳禅を獄に下すようお願いします」といって陳禅を弾劾した。安帝は陳禅を玄菟郡候城県の障尉に左遷した。
北匈奴が遼東郡に侵入すると、陳禅は遼東太守に任じられた。匈奴は陳禅をはばかって数百里を撤退した。陳禅は兵を動かさず、官吏を派遣して匈奴を慰撫すると、単于は遼東郡に使者を派遣した。陳禅は道義を説いて匈奴を感化した。単于は感心して、胡中の珍貨を贈って去った。
121年（建光元年）、鄧騭が自殺すると、陳禅はその故吏であったことから罷免された。車騎将軍の閻顕の下で長史をつとめた。125年（延光4年）、順帝が即位すると、司隷校尉に転じた。126年（永建元年）、在官のまま死去した。
子の陳澄は、清廉であるとの名声があり、官は漢中太守に上った。

## 伝記資料
- 『後漢書』巻51 列伝第41